# N-Trance
Az N-Trance egy brit elektronikus zenei együttes, amit Kevin O'Toole és Dale Longworth alapított 1991-ben. A csapat több mint 5 millió lemezt adott el világszerte, a legismertebb slágereik a "Set You Free", a "Forever", és olyan ’70-es évekbeli diszkóslágerek feldolgozásai mint a "Stayin’ Alive", a "D.I.S.C.O." és a "Do Ya Think I’m Sexy"?.

## Történet

### Korai évek (1990–1993)
Kevin O’Toole és Dale Longworth 1990-ben alapították meg az N-Trance-t, miután a The Oldham College-ban találkoztak, ahol mindketten hangmérnöknek tanultak. Eleinte O’Toole és Longworth négy-öt más diákkal ingyen használta a College hangstúdióját, habár elkezdtek olyan zenét előállítani, amelyről azt hitték, összeegyeztethető más rave stílusú zenékkel a toplistákon akkoriban.
Az első demo felvétel a Roobarb című televíziós gyermekműsor főcímdalának dance remixe volt. A következő felvétel, amit a csapat készített, egy hitelesebb dance szám volt, "Back to the Bass" címmel, főleg zenei mintákat tartalmazott. A felvételt követően a dal napokon belül fölkeltette a figyelmét a The Charlatans menedzserének tulajdonában álló Dead Dead Good Recordsnak, szeretett volna szerződni velük, de röviddel előtte Pete Waterman (PWL-hez tartozó) 380 Records nevű kiadója felüllicitálta az ajánlatát. Azután, hogy lemezkiadó cégek érdeklődtek, a csapat és a menedzserük úgy döntött, szükséges átnevezni az együttest. Előzőleg különböző neveket használtak, mint például a Quartech, de megállapodtak, hogy N-Trance-re változtatják a nevüket és így fognak a kiadóval szerződni.
Noha problémák adódtak a "Back to the Bass" megjelenésével kapcsolatban, a csapat folytatta a zeneszerzést és a stúdiófelvételeket, és csatlakozott hozzájuk a vokalista Kelly Llorenna.
A "Set You Free"-t a Cheadle Hulme-i Revolution Studios-ban rögzítették 1992 júliusában és 500 db 12"-es vinyl példány kelt el promóciós kiadásban. A lemezkiadójukon belül kialakult vita miatt ez a dal nem jelent meg kislemezként. Az N-Trance úgy döntött, kivásárolják magukat a 380 Records-ból alig egy év után, és átszerződtek egy új kiadóhoz, az All Around the World-höz. 
Mostanra az N-Trance továbbfejlesztette az élő show-ikat és népszerűséget szereztek velük, és az új kiadójuk végül kiadta 1993-ban a "Set You Free"-t. A dal viszont nem jutott be a top 40-be, a 83. helyet érte el a slágerlistákon.

### Áttörés (1994–1996)
1994-ben újra megjelent a "Set You Free", egy magasabb pozíciót, a 39. helyet elérve. Az N-Trance következő kislemeze egy eurodance dal volt, Turn Up the Power címmel, amit a Loveland-ből Rachel McFarlane és T-1K rapper adott elő. Ez a dal igazán nagy sláger lett, a 23. helyet elérve.
Miután évekig felléptek Egyesült Királyság-szerte, az N-Trance népszerűsége jelentősen növekedett és a "Set You Free" fogadtatása jelentősen javult. A lemez jól fogyott és 1995-ben harmadszorra is megjelent, televízió és rádiócsatornák játszották, a második helyet érte el a toplistákon és platinalemez lett az Egyesült Királyságban, miután 600,000 példányt adtak el belőle. A kislemez más európai országokban és Ausztráliában is megjelent.
A csapat elkészítette első teljes hosszidejű albumát, az Electronic Pleasure-t, 1995-ben adták ki, közreműködve a csapat hét vokalistájával (köztük David Granttel) és olyan zenészekkel mint Vinny Burns és Snake Davis. Hasonlóan az N-Trance zenei kínálata bővült, a rapet, a diszkót és más zenei stílusokat beleértve.
Az együttes következő kislemeze egy meglepő feldolgozása a Bee Gees "Stayin’ Alive" slágerének, nem csak egy kiemelkedő nemzetközi sláger lett, hanem azzal a Ricardo da Force közreműködésével készült, aki korábban a The KLF rappere volt, és meghatározta az N-Trance jövőbeli hangzását.
A dal az Egyesült Királyságban 2. helyen debütált, és nemzetközi szinten az egyik legnagyobb exportcikk lett 1995-ben, listavezető helyet elérve Ausztráliában és a top 5-be jutva számos európai slágerlistán.

### Második album (1997–1999)
A további kereskedelmileg sikeres kislemezekkel, mint az "Electronic Pleasure", megengedhették maguknak, hogy 1996-ban megépítsék saját hangstúdiójukat, a Deep Blue-t. A következő évet a második teljes hosszidejű albumuk, a Happy Hour felvételével töltötték, ami végül 1999-ben jelent meg.
A kislemez slágerek az albumról olyan feldolgozásokat tartalmaztak mint Rod Stewart "Da Ya Think I’m Sexy"?-je, az Ottawan "D.I.S.C.O."-ja, és a színész Steven Berkoff közreműködésével készült "The Mind of the Machine".

### Késői évek és a Best of album (2000–2002)
A best of albumuk, a The Best of N-Trance 1992-2002 2001-ben jelent meg, a "Set You Free" trance remixét tartalmazta, ami a negyedik helyet érte el ugyanazon év októberében.

### Harmadik album(The Mind of the Machine)
2009 februárban a csapat megjelentette a harmadik albumukat, a The Mind of the Machine-t. Két új dalt (a "Free Running"-ot és a "The Earth is Dying"-ot) készítettek el az albumhoz, a többi 1997-ből származik. Az album csak digitálisan jelent meg.

## Egyéb projektek
- 2005-től 2006-ig az N-Trance alapítói, Kevin O’Toole és Dale Longworth, a 9. helyet érték el a "So Much Love to Give" kislemezükkel az Egyesült Királyságban, ezúttal a Freeloaders nevet használva. Egy Freshly Squeezed című albumot is kiadtak, digitálisan.
- Az N-Trance dalainak felvétele közben Kelly Llorenna szóló karriert is folytatott, különböző előadók, mint a Flip & Fill, a Force & Styles és a Love To Infinity számára adott elő dalokat.

## Fordítás
- Ez a szócikk részben vagy egészben  a   N-Trance című angol Wikipédia-szócikk fordításán alapul.  Az eredeti cikk szerkesztőit annak laptörténete sorolja fel. Ez a jelzés csupán a megfogalmazás eredetét és a szerzői jogokat jelzi, nem szolgál a cikkben szereplő információk forrásmegjelöléseként.